# John Selby (Cricketspieler)
John Selby (geboren als John Burrows; * 1. Juli 1849 in Nottingham, Vereinigtes Königreich; † 11. März 1894 in Nottingham, Vereinigtes Königreich) war ein englischer Cricketspieler, der zwischen 1877 und 1882 für die englische Nationalmannschaft spielte.

## Aktive Karriere
Selby gab sein First-Class-Debüt in der Saison 1870 für Nottinghamshire. In der Saison 1876/77 reiste er unter Kapitän James Lillywhite in der nach Australien und war dort Teil des ersten Spiels unter gleichwertigen Bedingungen zwischen den beiden Mannschaften, was später als erster Test in die Geschichte einging. In 1879 reiste er unter Alfred Shaw für eine Tour nach Nordamerika. In der Saison 1881 war er Teil des Spielerstreiks in Nottinghamshire, der durch Alfred Shaw und Arthur Shrewsbury angeführt wurde, in dem es um eine finanzielle Besserstellung der Spieler ging. Noch während der Saison gab er den Streik auf und kehrte ins Team zurück, was jedoch nicht mehr ausreichte, um die Meisterschaft zu gewinnen. So reiste er ein weiteres Mal im folgenden Winter nach Australien. Dort gelang ihm im ersten Test in beiden Innings jeweils ein Fifty (55 und 70 Runs). Es sollte seine letzte Tour sein und in der Folge spielte er noch bis 1887 für Nottinghamshire.

## Nach der aktiven Karriere
Nachdem er seine Karriere beendet hatte, versuchte er sich im Betrieb eines Pubs, was jedoch nicht erfolgreich war. Er verstarb im März 1894 im Alter von 44 Jahren an den Folgen eines Schlaganfalls.